# Camo and Krooked
Camo and Krooked (stylisé Camo & Krooked) est un groupe autrichien de drum and bass, originaire de Vienne. 

## Histoire
Il est composé de Reinhard Rietscht (Camo) et Markus Wagner, deux producteurs autrichiens, qui commencent tous deux une carrière solo en 2002, puis décident de s'associer en 2007. Ils produisaient auparavant de la techno minimale sous l’alias Chrome, c’est en 2011 qu’ils ont décidé d’arrêter le projet pour se focaliser exclusivement sur la drum and bass.
En parallèle de leurs DJ sets joués en club, ils réalisent occasionnellement des lives act, à l'image du Mosaïk Live joué à la Rampage 2018. En février 2020, ils performent un concert symphonique à Vienne, le Red Bull Symphonic, en collaboration avec le compositeur de musique classique Christian Kolonovits et le Max Steiner Orchestra, revisitant leurs anciens titres à succès tels Ember, If I Could ou encore Numbers. Un album éponyme sera ensuite publié retraçant les différents titres joués lors de la performance.
Durant la pandémie de Covid-19, Camo and Krooked jouent dans des lieux insolites telles une éolienne ou encore une montgolfière. Durant cette période, ils sortent de nombreux titres en collaboration avec le producteur Mefjus dont Sientielo, No Tomorrow et U. Le 22 avril 2022, les trois producteurs autrichiens annoncent la création de leur propre label MODUS.
Ils composent également cinq titres pour la bande son du jeu vidéo SSX sorti en 2012, et réalisent un rework officiel du James Bond Theme pour la réédition du jeu GoldenEye 007 en 2011.

## Discographie

### Albums studio
- 2010 : Above and Beyond (Mainframe Recordings)
- 2011 : Cross the Line (Hospital Records)
- 2013 : Zeitgeist (Hospital Records) (22e place des charts autrichiens[4])
- 2017 : Mosaik (Liberator Music) (5e place des charts autrichiens[4])
- 2020 : Red Bull Symphonic (Hospital Records) (4e place des charts autrichiens[4])

### EP
- 2010 : Edge of Mind EP (Beta Recordings)
- 2011 : Pulse of Time EP (Viper Recordings)

### Singles
- 2008 : It Has Begun (Mainframe Recordings)
- 2008 : Vision (Mainframe Recordings)
- 2009 : Fatman (Mainframe Recordings)
- 2009 : Dakota (Mainframe Recordings)
- 2009 : Vampire (Technique Recordings)
- 2010 : Climax/Reincarnation (Hospital Records)
- 2010 : History of the Future/Verve (AudioPorn Records)
- 2012 : Further Away (Hospital Records)
- 2018 : Sidewinder (Vision Recordings) (avec Mefjus)
- 2019 : Loa (Hospital Records)
- 2019 : Set It Off (Hospital Records) (featuring Jeru The Damaja)
- 2020 : No Tomorrow (UKF) (avec Mefjus featuring Sophie Lindinger)
- 2021 : Sientelo (UKF) (avec Mefjus)
- 2021 : U (UKF) (avec Mefjus)
- 2022 : Overture (MODUS) (avec Mefjus)
- 2022 : Break Away (MODUS) (avec Mefjus)
- 2022 : No Way Out (MODUS)

### Remixes
- 2010 : Vampire (Mainframe Recordings)
- 2011 : Deadmau5 – Raise Your Weapon
- 2012 : Paul van Dyk – Eternity
- 2012 : Bungle – The Siren
- 2012 : Modestep – Show Me A Sign
- 2013 : Run Riot (Hospital Records)
- 2014 : Michael Jackson – Beat It
- 2014 : Daft Punk – One More Time
- 2014 : Klangkarussell – Falls Like Rain
- 2014 : Lana Del Rey – West Coast
- 2016 : Noisia – The Entangled  (Vision Recordings)
- 2018 : Re X – Bad Love
- 2018 : Mefjus – Pivot (Vision Recordings)

## Distinctions

### Drum&BassArena Awards
Ils reçoivent de multiples récompenses dans leur carrière, notamment aux Drum&BassArena Awards, une cérémonie qui récompense chaque année les artistes de drum and bass qui ont marqué l’année. Trois de leurs quatre albums drum and bass sont élus « meilleur album de l'année ».
- 2010 : Meilleurs nouveaux DJ
- 2011 : Meilleurs producteurs, meilleur album avec Cross the Line, meilleur clip video[5] avec BreezeBlock
- 2013 : Meilleurs producteurs, meilleur album[6] avec Zeitgeist
- 2014 : Meilleur live act[7]
- 2017 : Meilleurs producteurs, meilleur album avec l’album Mosaik, meilleure musique[8] avec leur titre Ember